# Месохрис
Месохрис (греч. Mεσωχρις) — неидентифицированный египетский фараон Древнего царства. Согласно Манефону, он был четвёртым правителем III династии, преемником Сехемхета. Его идентификация с известными по другим источникам правителями является предметом споров египтологов.

## Попытки идентификации
Разные египтологи пытались идентифицировать Месохриса с известными по другим источникам правителями. Ю. фон Бекерат и  Р. Ханнинг считают, что Месохрис было личным именем либо фараона Неферкара, либо фараона Небкара. Т. Шнайдер, датируя правление Месохриса 2690 годом до н. э., считает его преемником Худжефа II и предшественником Хуни. Набиль Свайлем считает, что Месохрис — это тронное имя фараона Санахта, помещая его между 7 и 8 правителями III династии.
Ещё один египтолог, К. Тайс, высказал предположение, что Месохрис — это ещё одна греческая форма имени фараона Микерина, поскольку по традиции, заложенной Иосифом Флавием, третья династия смешана с четвёртой. На основании этого, а также того факта, что в известных списках фараонов не упоминается форма имени, подходящая для этого правителя, исследователь предположил, что никакого фараона по имени Месохрис не существовало.